# Suzuki GT 250
La Suzuki GT 250, nota anche come Suzuki Hustler negli Stati Uniti, è una motocicletta di tipo stradale costruita dalla casa motociclistica giapponese Suzuki, in produzione dal 1971 al 1981.

## Descrizione e tecnica

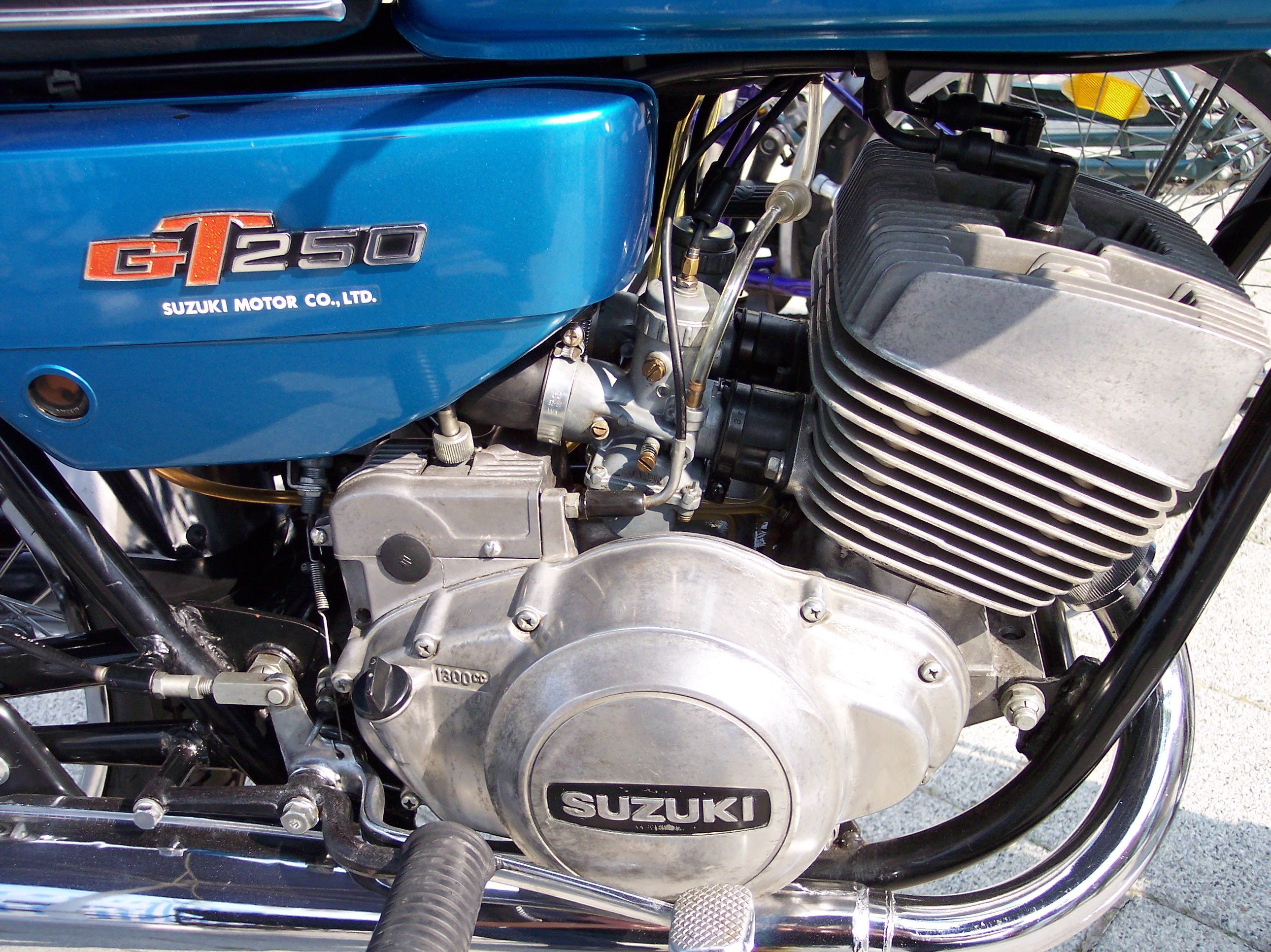
motore

La GT 250 è una motocicletta con motore dalla cilindrata di 247 cm³ a due tempi, raffreddato ad aria con frazionamento a due cilindri in linea. La corsa e l'alesaggio misurano 54 millimetri; il propulsore è stato progettato per avere un rapporto alesaggio/corsa quadrato ed è alimentato da tre carburatori Mikuni con corpo farfallato da 26 mm.
Fa parte della famiglia di moto GT "Grand Touring" costruita da Suzuki negli anni '70, insieme alla GT 380 e la GT 750.